# Gustav Jirsch
Gustav Adolf Jirsch (Teplice, 7 augustus 1871 – aldaar, 4 mei 1909) was een Duits-Boheems architect in Teplice. Zijn architectonische stijl is te classificeren als historisme.

## Biografie
Hij studeerde aan de Staatsgewerbeschule (later: Střední průmyslová škola stavební - Middelbare Bouwschool) in Liberec in dezelfde periode als architect Rudolf Bitzan. Daarna werkte hij een tijdlang op de school en gaf onder meer Josef Zasche les.

## Bouwwerken
| Jaar      | Gebouw                                                          | Adres                                        | Monument | Huidige status                  |
| --------- | --------------------------------------------------------------- | -------------------------------------------- | -------- | ------------------------------- |
| 1897      | Gebouw voor Alpenclub Teplice met uitkijkpost op de Letnáheuvel | Na Letné 835/9, Teplice                      | Ja       | Restaurant ‘Letná’ (sinds 1918) |
| 1900      | Villa Jirsch met 25 meter hoge toren                            | Pod Doubravkou 1348/10, Teplitz-Schönau      | Ja       |                                 |
| 1902      | Dubbele villa                                                   | Josefa Suka 1371/1 en Dlouhá 109/41, Teplice |          |                                 |
| 1904-1905 | Huis van Josef Rehn                                             | U Císařských lázní 367/5, Teplice            |          |                                 |
| 1904-1905 | Huis van Max Stange                                             | Dlouhá 109/41, Teplice                       |          |                                 |
| 1907-1909 | Heilig Hartkerk ‘Rode kerk’ met 74 meter hoge toren             | U Červeného kostela, Trnovany (Teplice)      |          |                                 |
| 1909-1911 | Zwembad (samen met Edmund Arnim)                                | U Hadích lázní 1470/1, Teplice               | Ja       |                                 |

## Afbeeldingen

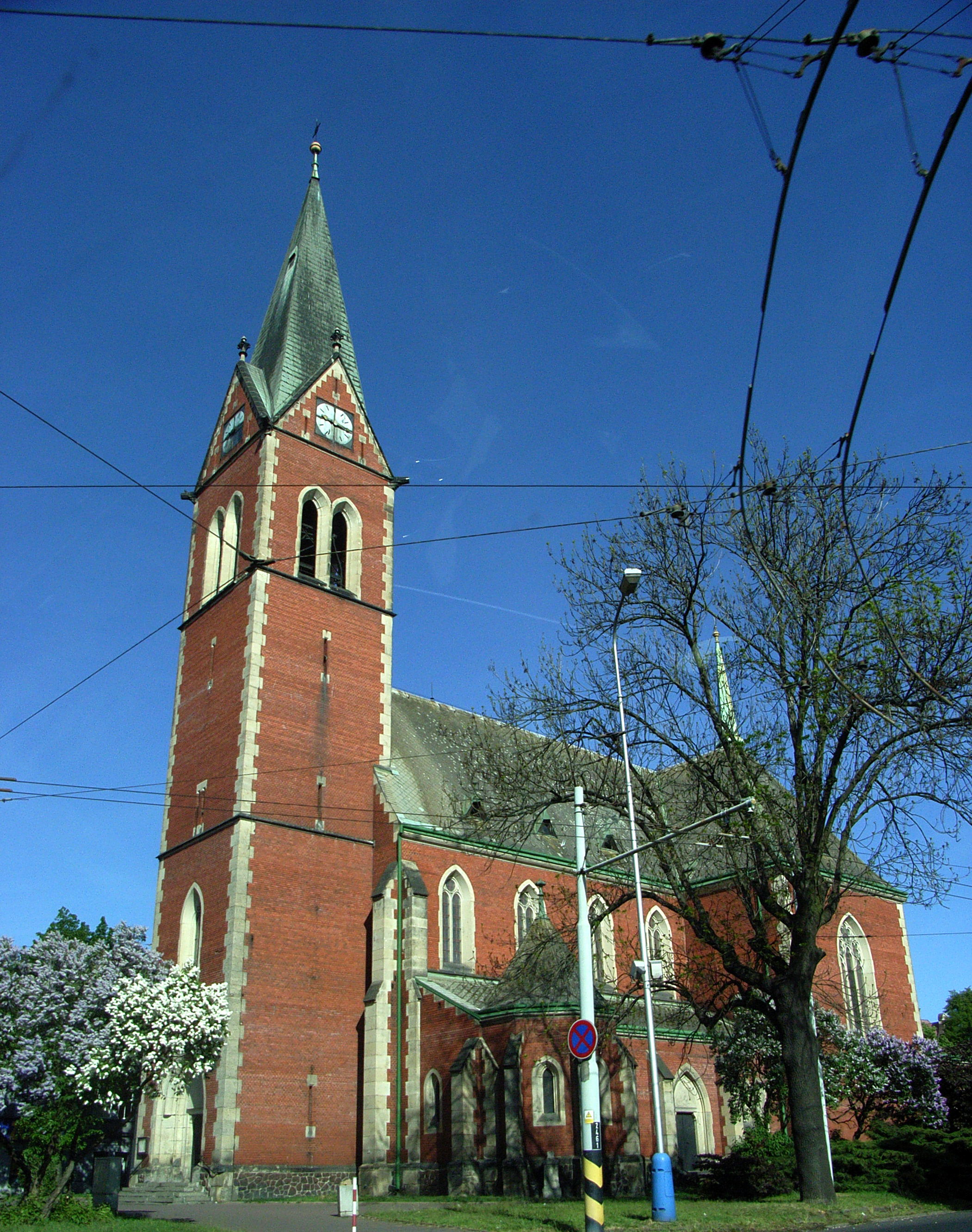
Heilig Hartkerk ‘Rode kerk’
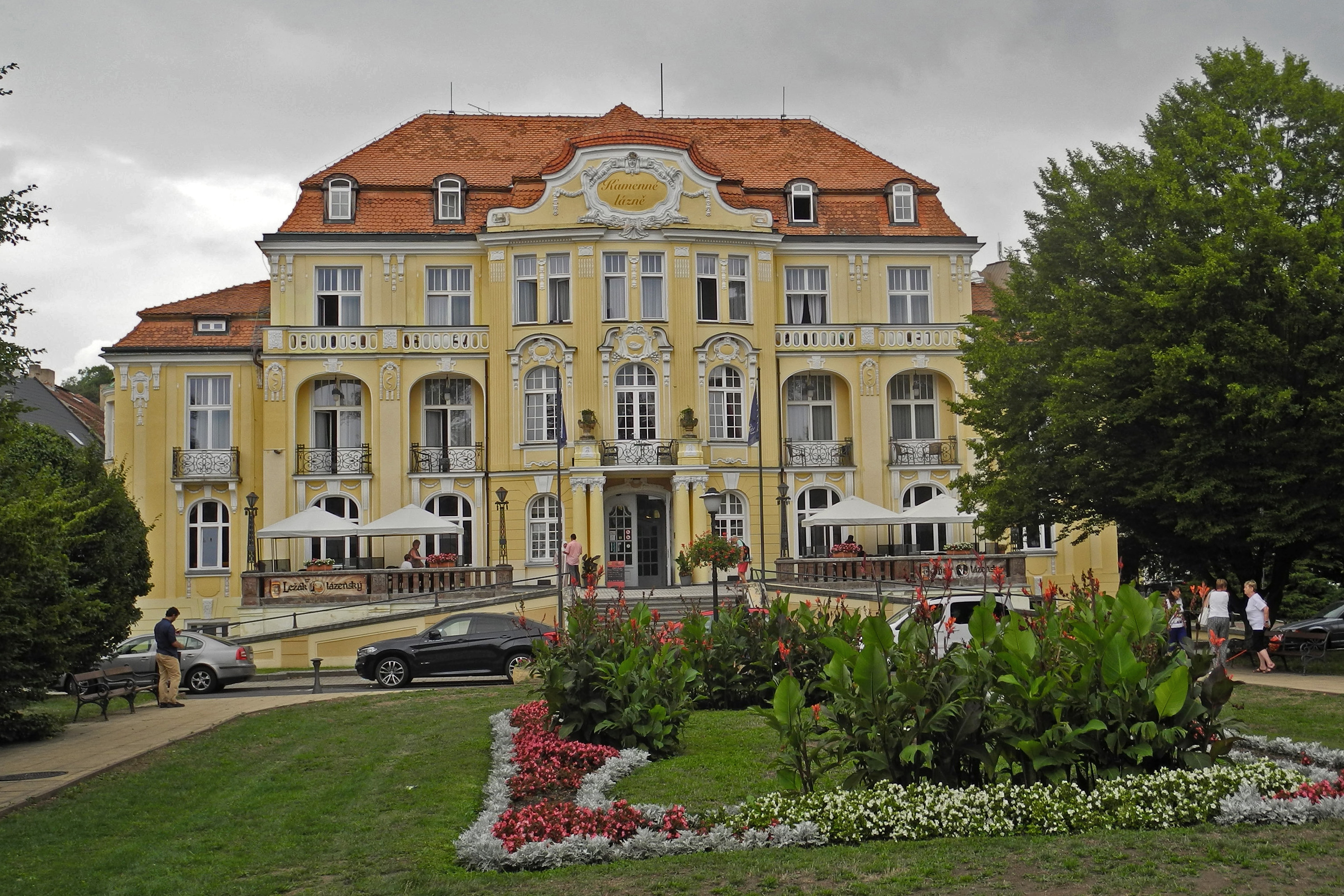
Zwembad
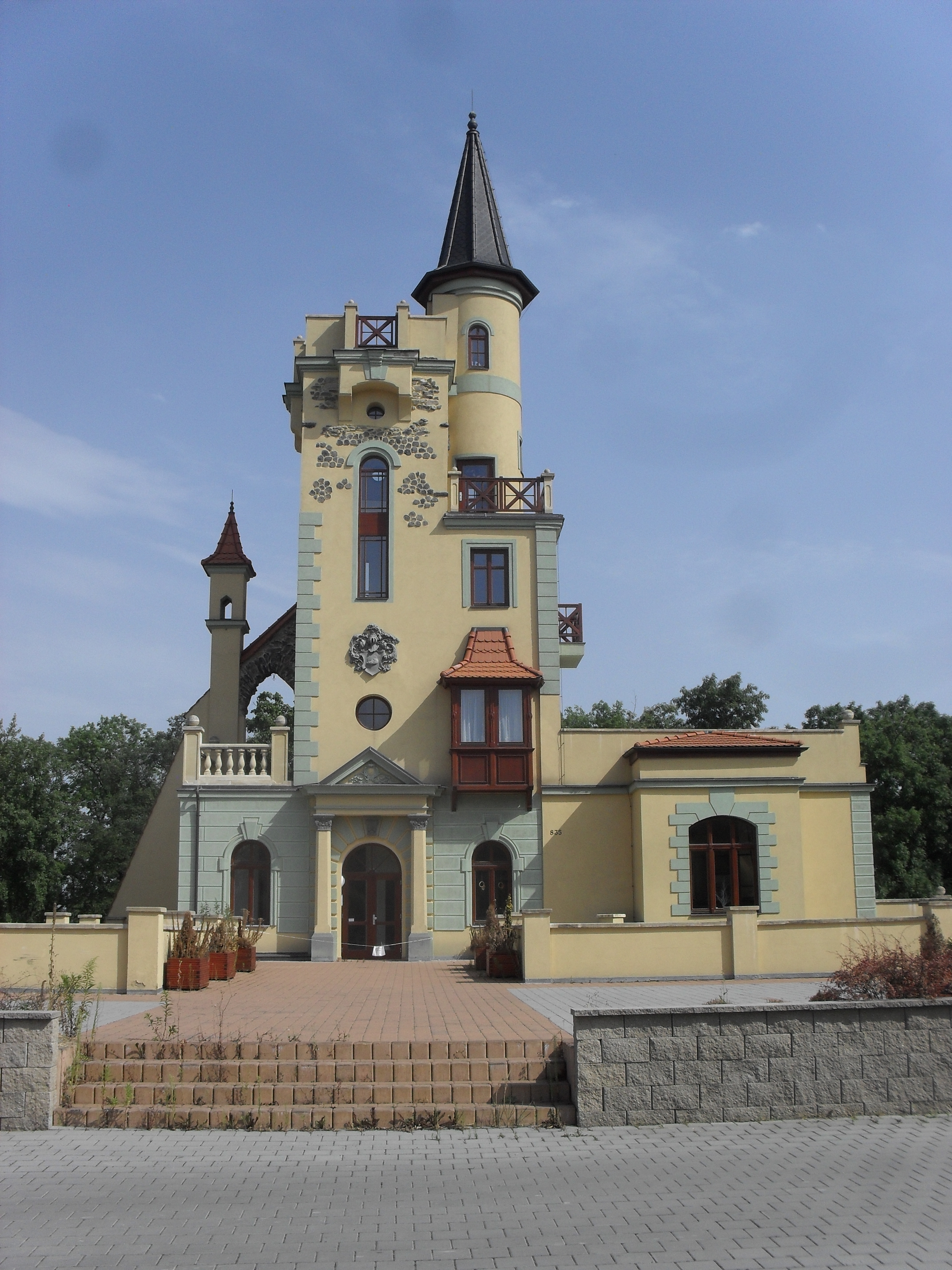
Restaurant Letná
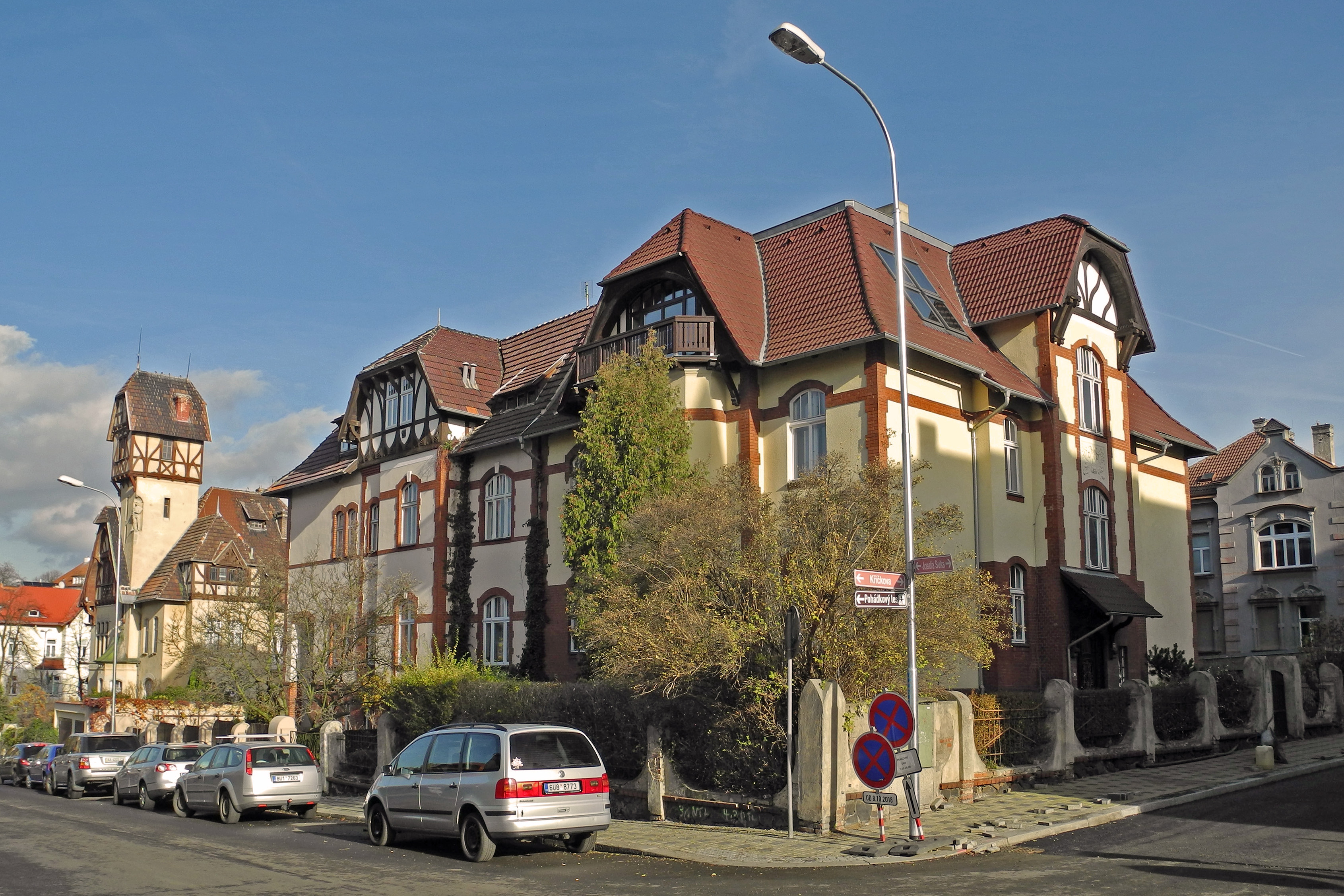
Dubbele villa
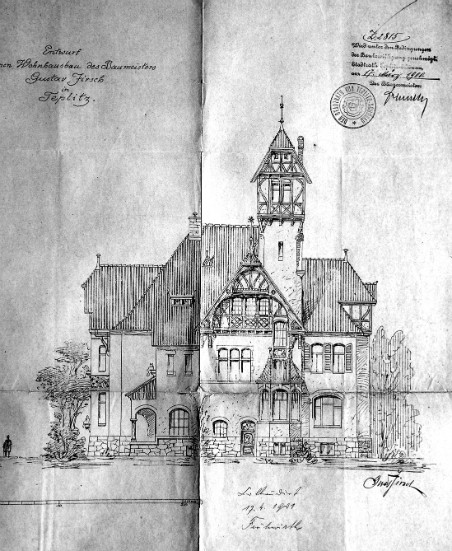
Ontwerptekening van een van de villa's
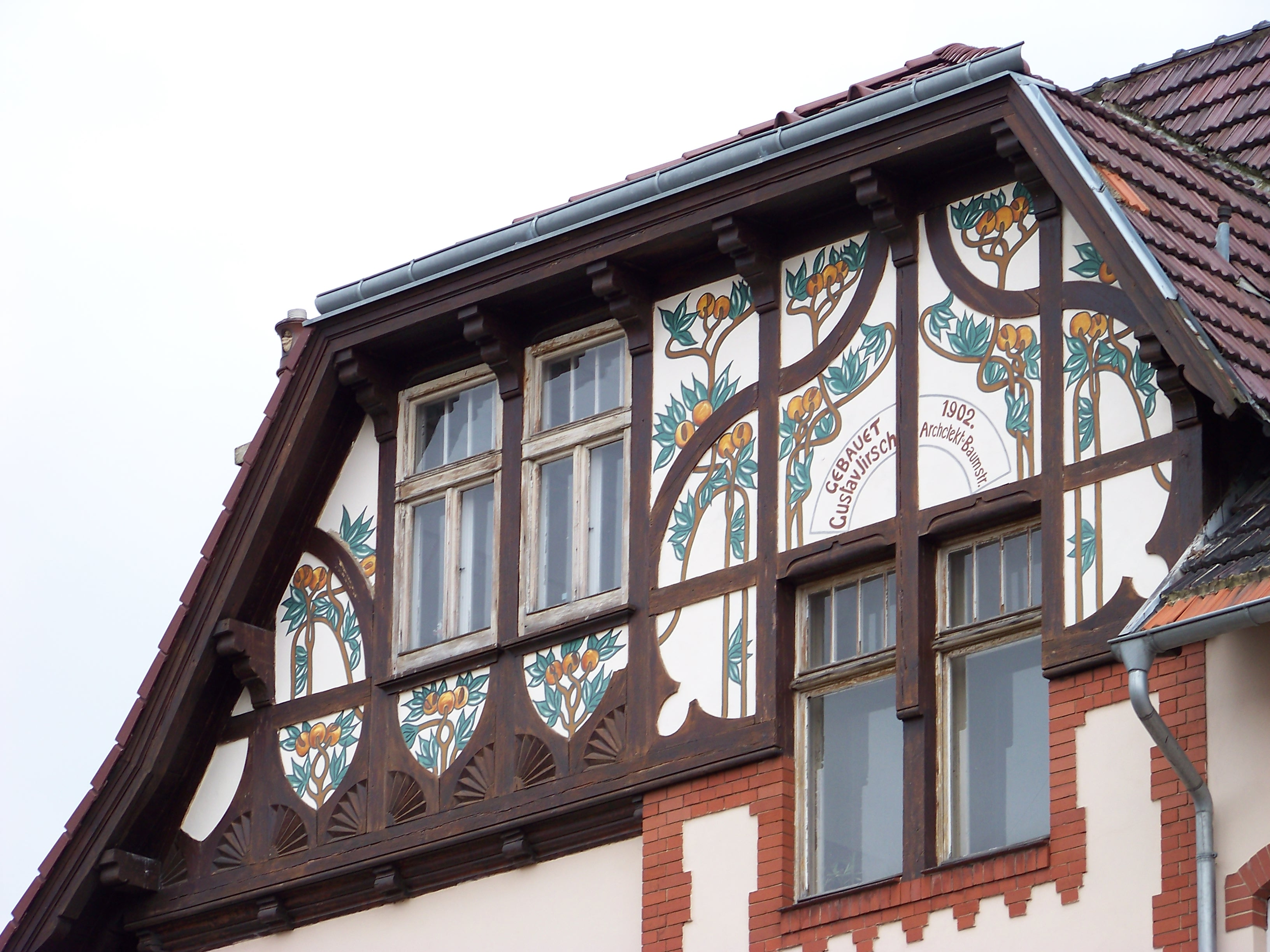
Ornamenten op een van de villa's